# Jekatierina Sczastliwa
Jekatierina Sczastliwa (ros. Екатерина Счастливая; ur. 19 maja 1980) – rosyjska biegaczka narciarska, trzykrotna medalistka mistrzostw świata juniorów.

## Kariera
Po raz pierwszy na arenie międzynarodowej Jekatierina Sczastliwa pojawiła się 25 grudnia 1999 roku podczas zawodów FIS Race w Permie, gdzie była szósta w biegu na 5 km techniką klasyczną. W 2000 roku wystąpiła na mistrzostwach świata juniorów w Štrbskim Plesie, zdobywając złoty medal w biegu na 5 km stylem dowolnym oraz srebrne w sprincie stylem dowolnym, sztafecie i biegu na 15 km klasykiem.
W Pucharze Świata zadebiutowała 8 stycznia 2000 roku w Moskwie, zajmując 21. miejsce w biegu na 15 km techniką dowolną. Tym samym już w swoim debiucie zdobyła pierwsze pucharowe punkty. W klasyfikacji generalnej sezonu 1999/2000 zajęła ostatecznie 77. miejsce. Najlepsze wyniki w Pucharze Świata osiągnęła w sezonie 2000/2001, który ukończyła na 26. miejscu. Nigdy nie stanęła na podium zawodów pucharowych, ale wspólnie z koleżankami była druga w sztafecie 16 grudnia 2001 roku w Davos.
W 2001 roku wystąpiła na mistrzostwach świata w Lahti, gdzie zajęła osiemnastą pozycję w sprincie stylem dowolnym. Był to jej jedyny start na imprezie tej rangi. W 2002 roku zakończyła karierę.

## Osiągnięcia

### Mistrzostwa świata
| Miejsce | Dzień     | Rok  | Miejscowość | Konkurencja            | Czas biegu | Strata | Zwyciężczyni   |
| ------- | --------- | ---- | ----------- | ---------------------- | ---------- | ------ | -------------- |
| 18.     | 21 lutego | 2001 | Lahti       | Sprint stylem dowolnym | 3:41,5     | -      | Pirjo Manninen |

### Mistrzostwa świata juniorów
| Miejsce | Dzień       | Rok  | Miejscowość   | Konkurencja             | Wynik     | Strata | Zwyciężczyni     |
| ------- | ----------- | ---- | ------------- | ----------------------- | --------- | ------ | ---------------- |
| 1.      | 25 stycznia | 2000 | Štrbské Pleso | 5 km stylem dowolnym    | 14:35,3   | -      | -                |
| 2.      | 27 stycznia | 2000 | Štrbské Pleso | Sztafeta 4x10km         | 1:03:23,5 | +25,1  | Szwecja          |
| 2.      | 29 stycznia | 2000 | Štrbské Pleso | Sprint stylem dowolnym  | ?         | -      | Pirjo Manninen   |
| 2.      | 30 stycznia | 2000 | Štrbské Pleso | 15 km stylem klasycznym | 50:48,1   | +28,6  | Evi Sachenbacher |

### Puchar Świata

#### Miejsca w klasyfikacji generalnej
- sezon 1999/2000: 77.
- sezon 2000/2001: 26.
- sezon 2001/2002: 48.

#### Miejsca na podium
Sczastliwa nie stała na podium indywidualnych zawodów Pucharu Świata.